# タマスマートタウン茨木
タマスマートタウン茨木（タマスマートタウンいばらき）とは、大阪府茨木市の山間部を切り開いた新興住宅地。
元はあいがわゴルフコースの敷地だったが、同施設が土地をタマホーム株式会社に売却し、大規模な宅地として整備した。住所は大阪府茨木市山手台新町一丁目〜三丁目。環境に配慮したエコシステム、最先端の技術を活用した都市運営、そして住民の生活の質を向上させるための新しいライフスタイルを提供することを目的として開発されている。

## 開発の背景
タマスマートタウン茨木は、持続可能な都市開発の一環として、住宅街と商業施設が調和する形で設計された。茨木市の地域経済や生活環境の改善を図るとともに、地元の住民が快適に暮らせるような空間作りが進められている。
このプロジェクトは、未来的な都市モデルとして、都市インフラの近代化を目指すと同時に、技術の活用によるエネルギー効率の向上や、交通渋滞の解消、住民間のコミュニケーション促進などにも配慮している。

## 交通アクセス
- 阪急京都線茨木市駅より
  - 阪急バス 89系統　桑原橋経由 車作行きに乗車し、「大門北」バス停で下車、徒歩1分（タウン入口まで） - ※本数が少ないので注意が必要。
- JR京都線茨木駅、または 阪急京都線 茨木市駅より
  - 阪急バス 87系統　福井三丁目経由 茨木サニータウン行き、もしくは77系統　桑原橋経由 茨木山手台七丁目行きで「幼稚園前」バス停で下車、徒歩10分（タウン入口まで）

## 主な出来事
- 2012年06月10日 - 街びらき。分譲開始。
- 2012年06月16日 - モデルハウスオープン。
- 2013年 - 公益財団法人日本デザイン振興会主催のグッドデザイン賞の「住宅設備部門」部門を受賞[1]。
- 2017年12月31日 - タウンとJR茨木駅／阪急茨木市駅を結んでいたシャトルバス（通称：タマバス）が廃止。
- 2022年 - 全ての宅地を完売。